# Lumiar (Metro de Lisboa)
Lumiar es una estación del Metro de Lisboa. Se sitúa en el municipio de Lisboa, entre las estaciones de Ameixoeira y Quinta das Conchas de la Línea Amarilla. Fue inaugurada el 27 de marzo de 2004 junto con las estaciones de Odivelas, Senhor Roubado, Ameixoeira y Quinta das Conchas, en el ámbito de la expansión de esta línea a la zona de Odivelas, ya fuera de los límites de jurisdicción de la ciudad de Lisboa.
Esta estación se localiza entre Estrada da Torre, Rua República do Paraguai y Rua Cordeiro Ferreira. El proyecto arquitectónico es de la autoría del arquitecto Dinis Gomes y las intervenciones plásticas de los artistas António Moutinho, Marta Lima y Susete Rebelo. A semejanza de las estaciones más recientes, está equipada para poder atender a pasajeros con movilidad reducida; varios ascensores facilitan el acceso al andén.